# Ischyrocerus tzvetkovae
Ischyrocerus tzvetkovae är en kräftdjursart som beskrevs av Kudrjaschov 1975. Ischyrocerus tzvetkovae ingår i släktet Ischyrocerus och familjen Ischyroceridae. Inga underarter finns listade i Catalogue of Life.